# Manuel António de Almeida, 1.º Conde de Pinhel
Manuel António de Almeida CvC • ComMAI • ComNSC (Vila Nova de Foz Coa, Touça, 6 de Outubro de 1860 - Lisboa, São Paulo, 9 de Agosto de 1929), 1.º Visconde de Pinhel e 1.º Conde de Pinhel, foi um farmacêutico, empresário agrícola e político português.

## Família
Filho de Francisco António de Almeida e de sua mulher Maria dos Santos, Proprietários na Freguesia de Freixeda do Torrão, no Concelho de Figueira de Castelo Rodrigo, e neto paterno de Francisco de Almeida e Morais e de sua mulher Luísa Maria de Campos, da Freguesia de Freixo de Numão, no Concelho de Vila Nova de Foz Coa, da família do 1.º Barão de Vila Nova de Foz Coa e do 1.º Visconde de Vila Nova de Foz Coa, todos de ascendência Judia Sefardita.

## Biografia
Farmacêutico diplomado em Farmácia com o Curso de 1.ª Classe pela Escola Médico-Cirúrgica do Porto, foi grande Proprietário no Distrito da Guarda e no Distrito de Bragança, Senhor do Palácio do Largo do Conde-Barão, em Lisboa, e da Casa Grande, em Pinhel, etc.
Foi Deputado da Nação em várias Legislaturas, nomeadamente na Legislatura de 1896-1897, durante a qual fez parte de uma Comissão a 17 de Janeiro de 1896 e fez parte da "deputação que, juntamente com a mesa, tem de ir felicitar Suas Magestades pela outorga da carta constitucional" a 28 de Abril de 1896, e teve quatro Intervenções, a 4 de Fevereiro de 1896, a 20 de Janeiro de 1897, a 30 de Julho de 1897 e a 15 de Abril de 1898.
Era Fidalgo Cavaleiro da Casa Real por Alvará de 12 de Agosto de 1889, Comendador da Real Ordem Militar de Nossa Senhora da Conceição de Vila Viçosa, Comendador da Real Ordem Civil do Mérito Agrícola e Industrial Classe Agrícola e Cavaleiro da Real Ordem Militar de Nosso Senhor Jesus Cristo.
O título de 1.º Visconde de Pinhel foi-lhe concedido por Decreto de D. Luís I de Portugal de 12 de Julho de 1888, e foi elevado à Grandeza, como 1.º Conde de Pinhel, por Decreto de D. Carlos I de Portugal de 6 de Abril de 1893. Era Fidalgo de Cota de Armas por concessão de Mercê Nova por Alvará de D. Luís I de Portugal de 21 de Agosto de 1889 e Carta de D. Carlos I de Portugal de 10 de Novembro de 1889: escudo esquartelado, o 1.º e o 4.º de azul, com uma cruz simples firmada de ouro, o 2.º e o 3.º de prata, com um pinheiro de sua cor; timbre: uma águia vermelha, armada de ouro; coroa de Visconde, acrescentadas depois com a coroa de Conde por nova Carta de D. Manuel II de Portugal de 7 de Março de 1910.

## Casamento e descendência
Casou em Pinhel, Pinhel, na Igreja Paroquial de Santa Maria do Castelo, em 1889 com sua parente Luísa de Campos Henriques (Pinhel, Pinhel, 28 de Fevereiro de 1860 - Lisboa, 10 de Fevereiro de 1939), filha única e universal herdeira de Luís de Campos Henriques, Senhor da Casa dos de Campos, na Freguesia de Vila Nova de Foz Coa, grande Proprietário em Pinhel e Vila Nova de Foz Coa, no Distrito da Guarda e no Distrito de Bragança, sobrinho paterno do 1.º Barão de Vila Nova de Foz Coa e primo-irmão do 1.° Visconde de Vila Nova de Foz Coa, e de sua mulher Cândida Augusta Gaspar, todos de ascendência Judia Sefardita, com geração.